# Tereza Smitková
Tereza Smitková, née le 10 octobre 1994 à Hradec Králové, est une joueuse de tennis tchèque, professionnelle depuis 2012.

## Carrière
En 2013, pour sa deuxième participation à un tournoi WTA, elle se qualifie dans le tableau principal à Nuremberg. Elle remporte son premier match sur le circuit WTA à Luxembourg en battant Kristina Mladenovic.
En 2014, lors du tournoi de Wimbledon, elle s'extirpe des qualifications et profite de l'élimination de plusieurs têtes de série pour atteindre les huitièmes de finale en éliminant notamment Hsieh Su-Wei (6-3, 6-3), Coco Vandeweghe (6-3, 7-6) et Bojana Jovanovski (4-6, 7-6, 10-8). Elle s'incline face à Lucie Šafářová (6-2, 6-0). En fin d'année, elle remporte son premier tournoi en catégorie WTA 125 à Limoges.
Elle a remporté 8 tournois en simple et 7 en double sur le circuit ITF.

## Palmarès

### Titre en simple en WTA 125
| No | Date       | Nom et lieu du tournoi            | Catégorie | Dotation  | Surface    | Finaliste           | Score     |          |
| -- | ---------- | --------------------------------- | --------- | --------- | ---------- | ------------------- | --------- | -------- |
| 1  | 03-11-2014 | Open GDF Suez de Limoges, Limoges | WTA 125   | 125 000 $ | Dur (int.) | Kristina Mladenovic | 7-64, 7-5 | Parcours |

## Parcours en Grand Chelem

### En simple dames
| Année | Open d'Australie                                    | Open d'Australie                                     | Internationaux de France                            | Internationaux de France                              | Wimbledon                                          | Wimbledon         | US Open                                            | US Open      |
| ----- | --------------------------------------------------- | ---------------------------------------------------- | --------------------------------------------------- | ----------------------------------------------------- | -------------------------------------------------- | ----------------- | -------------------------------------------------- | ------------ |
| 2014  | Q1 \|\| style="text-align:left" \| Madison Brengle  | Q3 \|\| style="text-align:left" \| Danka Kovinić     | 4e tour (1/8)                                       | Lucie Šafářová                                        | 1er tour (1/64)                                    | Mónica Puig       |                                                    |              |
| 2015  | 2e tour (1/32)                                      | Camila Giorgi                                        | 2e tour (1/32)                                      | Timea Bacsinszky                                      | 1er tour (1/64)                                    | Kristýna Plíšková | 2e tour (1/32)                                     | Madison Keys |
| 2016  | Q2 \|\| style="text-align:left" \| Kristína Kučová  | Q2 \|\| style="text-align:left" \| Viktorija Golubic | Q2 \|\| style="text-align:left" \| Zhang Kailin     | Q2 \|\| style="text-align:left" \| Rebecca Peterson   |                                                    |                   |                                                    |              |
| 2017  | Q1 \|\| style="text-align:left" \| Taylor Townsend  | Q2 \|\| style="text-align:left" \| Heather Watson    | Q1 \|\| style="text-align:left" \| Lizette Cabrera  | Q1 \|\| style="text-align:left" \| Barbara Haas       |                                                    |                   |                                                    |              |
| 2018  | —                                                   | —                                                    | —                                                   | —                                                     | 1er tour (1/64)                                    | Viktoriya Tomova  | Q2 \|\| style="text-align:left" \| Madison Brengle |              |
| 2019  | Q3 \|\| style="text-align:left" \| Bianca Andreescu | Q1 \|\| style="text-align:left" \| Martina Trevisan  | Q2 \|\| style="text-align:left" \| Yanina Wickmayer | Q1 \|\| style="text-align:left" \| Barbora Krejčíková |                                                    |                   |                                                    |              |
|       |                                                     |                                                      |                                                     |                                                       |                                                    |                   |                                                    |              |
| 2021  | —                                                   | —                                                    | Q1 \|\| style="text-align:left" \| Hailey Baptiste  | Q3 \|\| style="text-align:left" \| Wang Xinyu         | —                                                  | —                 |                                                    |              |
| 2022  | —                                                   | —                                                    | —                                                   | —                                                     | Q1 \|\| style="text-align:left" \| Jessika Ponchet | —                 | —                                                  |              |

À droite du résultat, l'ultime adversaire.

### En double dames
| Année | Open d'Australie | Open d'Australie | Internationaux de France     | Internationaux de France | Wimbledon             | Wimbledon              | US Open                 | US Open                 |
| ----- | ---------------- | ---------------- | ---------------------------- | ------------------------ | --------------------- | ---------------------- | ----------------------- | ----------------------- |
| 2014  | -                | -                | -                            | -                        | -                     | -                      | 1er tour (1/32) S. Vogt | L. Hradecká M. Krajicek |
| 2015  | -                | -                | 1er tour (1/32) K. Koukalová | A. Beck S. Peer          | 1er tour (1/32) Xu Y. | C. Garcia K. Srebotnik | -                       | -                       |

Sous le résultat, la partenaire ; à droite, l'ultime équipe adverse.

## Parcours en «Premier Mandatory» et «Premier 5»
Découlant d'une réforme du circuit WTA inaugurée en 2009, les tournois WTA « Premier Mandatory » et « Premier 5 » constituent les catégories d'épreuves les plus prestigieuses, après les quatre levées du Grand Chelem.

### En simple dames
| Année |              | Premier Mandatory             | Premier Mandatory         | Premier Mandatory | Premier Mandatory |       | Premier 5 | Premier 5 | Premier 5  | Premier 5                 | Premier 5 | Premier 5 | Premier 5 |
| Année | Indian Wells | Miami                         | Madrid                    | Pékin             |                   | Dubaï | Rome      | Canada    | Cincinnati | Wuhan                     | Wuhan     |           |           |
| Année | Indian Wells | Miami                         | Madrid                    | Pékin             | Doha              |       | Rome      | Canada    | Cincinnati | Wuhan                     | Wuhan     |           |           |
| Année | Indian Wells | Miami                         | Madrid                    | Pékin             |                   |       | Rome      | Canada    | Cincinnati | Wuhan                     | Wuhan     |           |           |
| 2014  |              |                               |                           |                   |                   |       |           |           |            | 1er tour (1/32) H. Watson |           |           |           |
| 2015  |              | 1er tour (1/64) Y. Putintseva | 2e tour (1/32) I.-C. Begu |                   |                   |       |           |           |            |                           |           |           |           |

Sous le résultat, l’ultime adversaire.

## Parcours en Fed Cup
| #                                                                      | Date       | Lieu   | Surface    | Gagnante(s)      | Perdante(s)        | Score       |          |
|                                                                        |            |        |            |                  |                    |             |          |
| 2015 - 1er tour (groupe mondial) - Canada - République tchèque - 0 : 4 |            |        |            |                  |                    |             |          |
| 1                                                                      | 07/02/2015 | Québec | Dur (int.) | Tereza Smitková  | Gabriela Dabrowski | 6-1, 6-2    | Parcours |
| 1                                                                      | 07/02/2015 | Québec | Dur (int.) | Françoise Abanda | Tereza Smitková    | Non disputé | Parcours |

## Classements WTA en fin de saison
| Année          | 2011 | 2012 | 2013 | 2014 | 2015 | 2016 | 2017 | 2018 | 2019 | 2020 | 2021 | 2022 | 2023 |
| Rang en simple | 867  | 391  | 239  | 83   | 125  | 179  | 224  | 136  | 258  | 386  | 260  | 490  | 464  |
| Rang en double | 813  | 383  | 268  | 246  | 335  | 1040 | 348  | 415  | 342  | 322  | 495  | –    | 1022 |

Source : (en) Classements de Tereza Smitková sur le site officiel de la Fédération internationale de tennis